# Храм Апостола Фомы (Ахангаран)
Храм Святого Апостола Фомы — православный храм в городе Ахангаране в Узбекистане. Относится к Ташкентской и Узбекистанской епархии Среднеазиатского митрополичьего округа Русской православной церкви.
Молитвенный дом был построен в 1910 году. Разрушен в начале 1931 году, но фактически службы проводились с 1911 по 1916 и с 1924 по 1930 годы.
Здание храм построено в начале 1970 года, в 1998 году его передали в ведение храма, освящён в 19 октября 1998 году, в честь Святого Апостола Фомы, рассчитан на 100 прихожан, по штату при храме положен один священник, престольный праздник 19 октября.
Часовня построена в 1992 году, в честь Святого Апостола Фомы. Рассчитана на 50 прихожан.

Часовня

## История
Сам город известен еще с 1910 года. Он являлся тогда временным переселенческим городом на пути из Ташкента в Коканд. Так же сюда с 1924 по 1932 года ссылали всех не угодных новой власти. Так сюда было выслано огромное количество священнослужителей и политических деятелей тех лет.
В городе было построено много бараков закрытого типа. C 1932 по 1939 года многих сосланных отправляли в другие города, а часть барок снесли. С 1939 по 1970 годы здесь жили люди, оставшиеся или отказавшиеся переселяться.
С 1970 по 1990 года многие, конечно же, переехали, и город стал потихоньку приходить в упадок. А вместе с ним и пришел в негодность и молитвенный дом. А когда в городе открыли завод, то город зажил снова. В городе до сих пор живут потомки переселенцев.
В 1992 году началось строительство часовни на православном кладбище. В её строительстве принимал участие бывший директор завода Ахангаранцемент Александр Фёдоров. В том же году возобновила деятельность Русская православная община.
В 1998 году по решению хокимията, было передано новое здание. Это бывший барк завода. Он был перестроен под нужды храма. Находится часовня и храм, очень близко друг от друга. Храм состоит из молельного зала и иконостаса. При храме есть импровизированная звонница.
Количество прихожан в будние дни 25-40 прихожан, а в праздники 45-60 прихожан. В храме так же ведутся беседы с прихожанами.
С 2000 года настоятелем храма является иеромонах Валерий (Варлаам) Подмарьков, клирик Монастыря Свято-Троице-Георгиевского мужского города Чирчик.
С 2021 года настоятель храма является священник Алексий Биренбаум.
Чуть дальше по этой же дороге есть старое русское православное христианское кладбище, где были захоронены священнослужители других храмов. Около которого, и видимо, располагался молитвенный дом.
А часовня находится на новом русском православном христианском кладбище чуть дальше храма.

## Фото

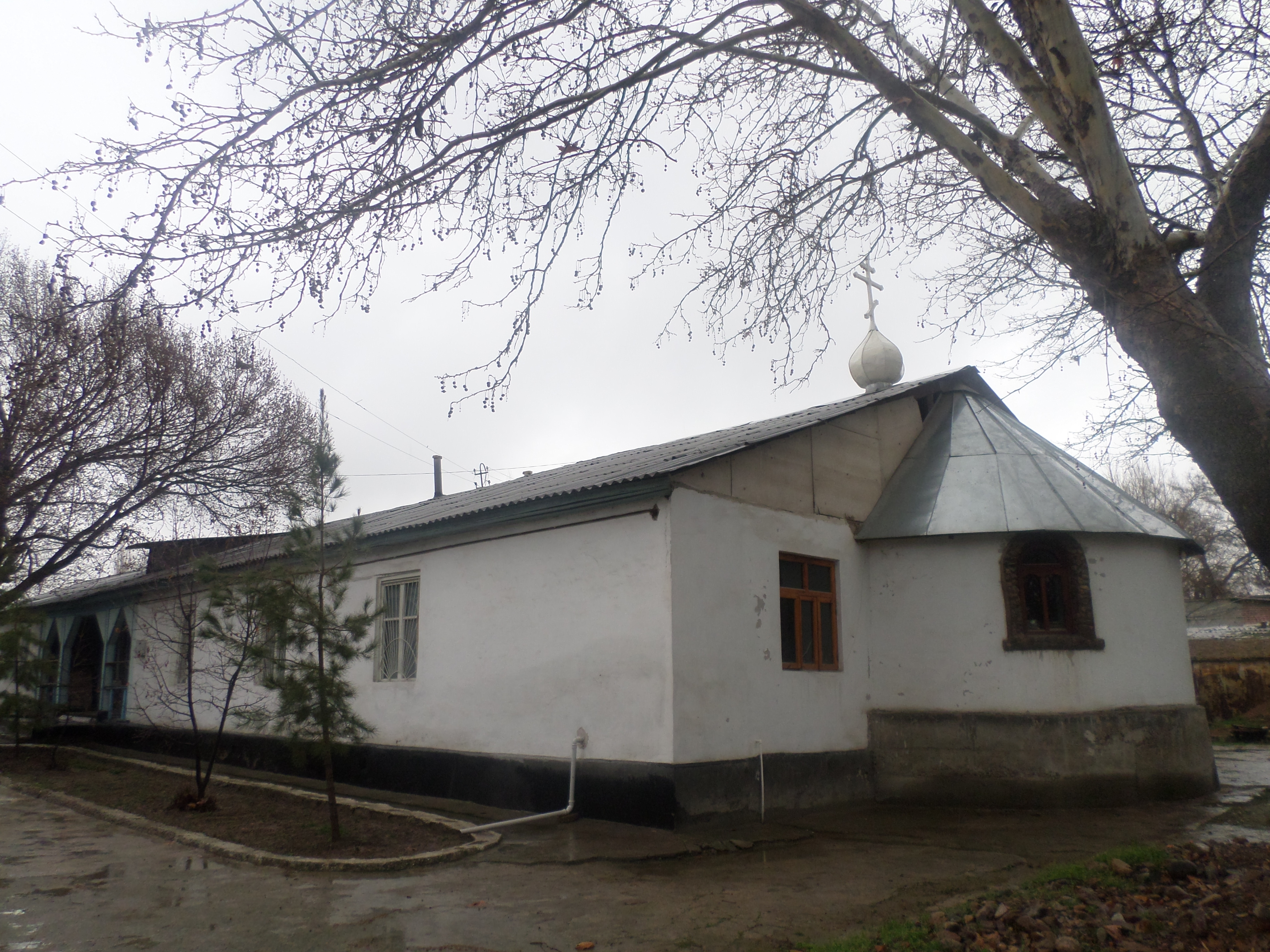
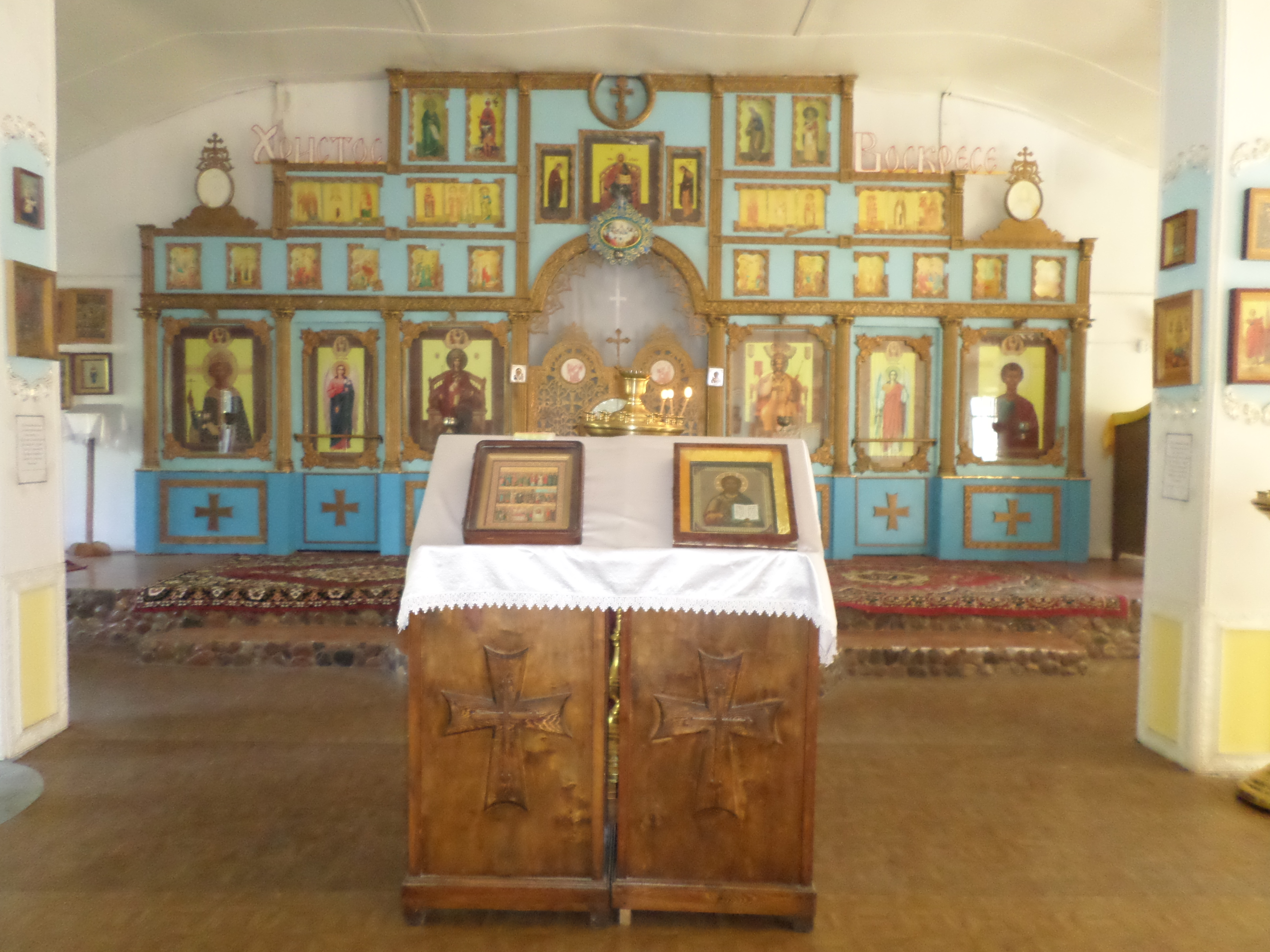
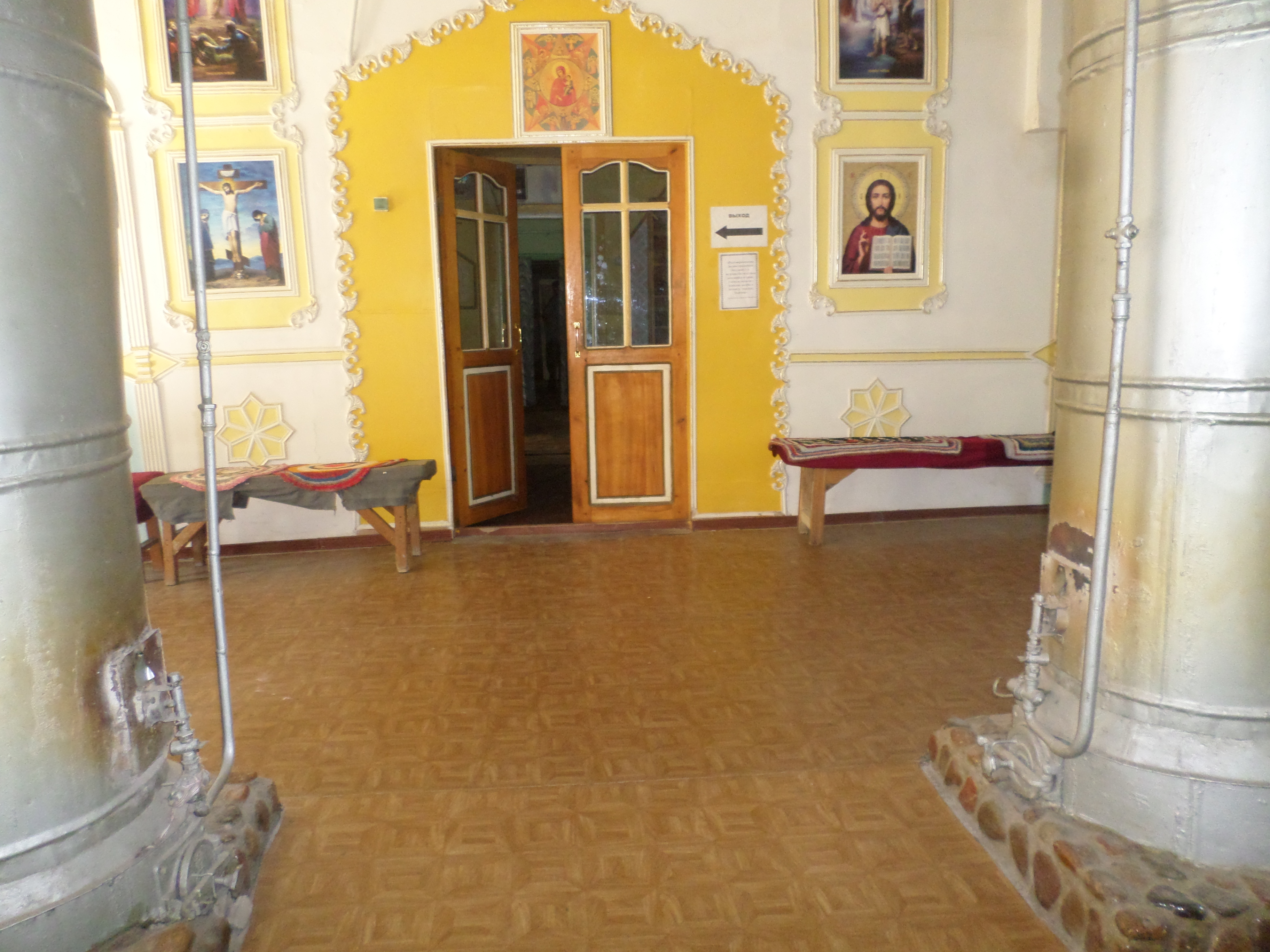
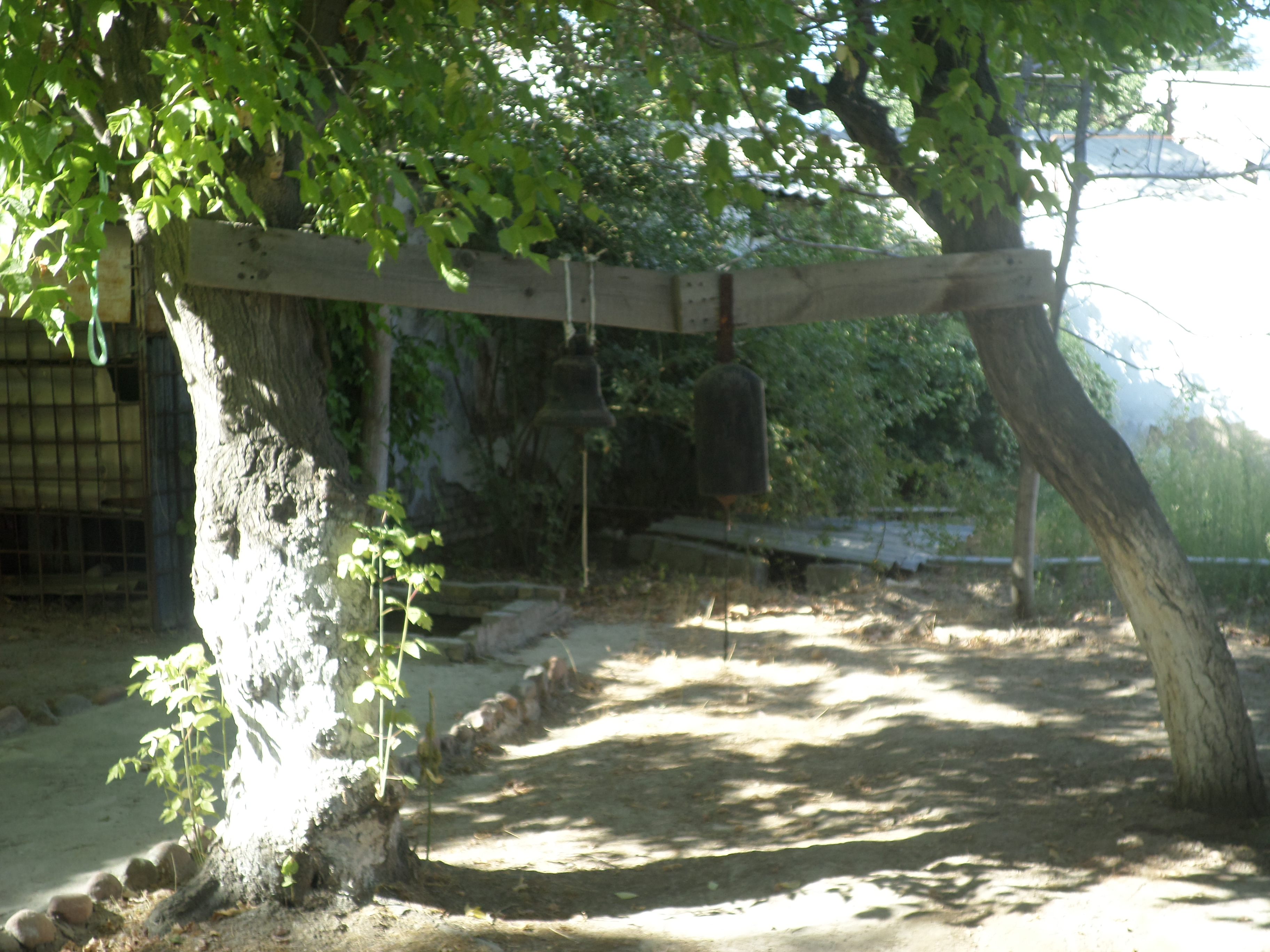